# Kevadiya
Kevadiya là một thị trấn thống kê (census town) của quận Narmada thuộc bang Gujarat, Ấn Độ.

## Nhân khẩu
Theo điều tra dân số năm 2001 của Ấn Độ, Kevadiya có dân số 12.705 người. Phái nam chiếm 53% tổng số dân và phái nữ chiếm 47%. Kevadiya có tỷ lệ 80% biết đọc biết viết, cao hơn tỷ lệ trung bình toàn quốc là 59,5%: tỷ lệ cho phái nam là 85%, và tỷ lệ cho phái nữ là 75%. Tại Kevadiya, 11% dân số nhỏ hơn 6 tuổi.